# Peterson–Steins formel
Inom matematiken är Peterson–Steins formel, introducerad av Franklin P. Peterson och Norman Stein (1960), en formel som beskriver Spanier–Whiteheaddualen av en sekundär kohomologioperation.